# Yamato (Kanagawa)
Yamato (japanisch 大和市, -shi) ist eine Stadt im Zentrum der Präfektur Kanagawa.
An der südwestlichen Stadtgrenze von Yamato zu Ayase befindet sich mit der Naval Air Facility Atsugi ein Stützpunkt der United States Navy, der seit den 1970er Jahren auch von den maritimen Selbstverteidigungskräften mit genutzt wird.

## Geographie
Die Stadt liegt südlich von Tokio und Sagamihara, westlich von Yokohama, östlich von Ebina und Ayase und nördlich von Fujisawa.

## Wirtschaft
In Yamato werden Automobilteile und Audiogeräte produziert.
Nach dem Zweiten Weltkrieg wurde in Yamato, wie auch im benachbarten Ayase, ein Stützpunkt der USA errichtet.

## Verkehr

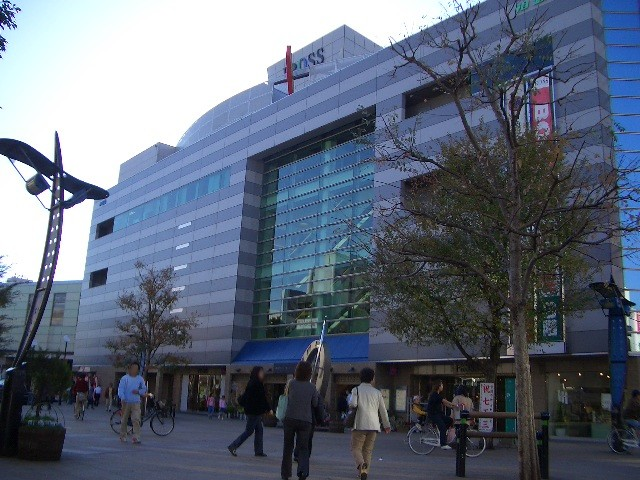
Bahnhof Yamato

Yamato wird durch die Nationalstraße 16 erschlossen, die Tokio in einem weiten Bogen umfährt. Hinzu kommen die Nationalstraßen 246 und 467. Eine wichtige Bahnverbindung in Nord-Süd-Richtung ist die Odakyū Enoshima-Linie von Sagami-Ōno über Fujisawa nach Katase-Enoshima. Im Bahnhof Chūō-Rinkan kann auf die Tōkyū Den’entoshi-Linie umgestiegen werden, im Bahnhof Yamato an die Sōtetsu-Hauptlinie.

## Angrenzende Städte und Gemeinden
- Yokohama
- Sagamihara
- Machida
- Fujisawa
- Zama
- Ebina
- Ayase
- Machida

## Städtepartnerschaften
- Minami-Uonuma, Japan
- Taiwa, Japan
- Kōshū, Japan

## Söhne und Töchter der Stadt
- Ryūichi Kawamura (* 1970), Sänger von Luna Sea
- Nahomi Kawasumi (* 1985), Fußballspielerin
- Ryō Takano (* 1994), Fußballspieler